# Sidusa pallida
Sidusa pallida är en spindelart som beskrevs av Pickard-Cambridge F. 1901. Sidusa pallida ingår i släktet Sidusa och familjen hoppspindlar. Inga underarter finns listade i Catalogue of Life.